# Phyllodoce caerulea
Phyllodoce caerulea là một loài thực vật có hoa trong họ Thạch nam. Loài này được (L.) Bab. miêu tả khoa học đầu tiên năm 1843.

## Hình ảnh

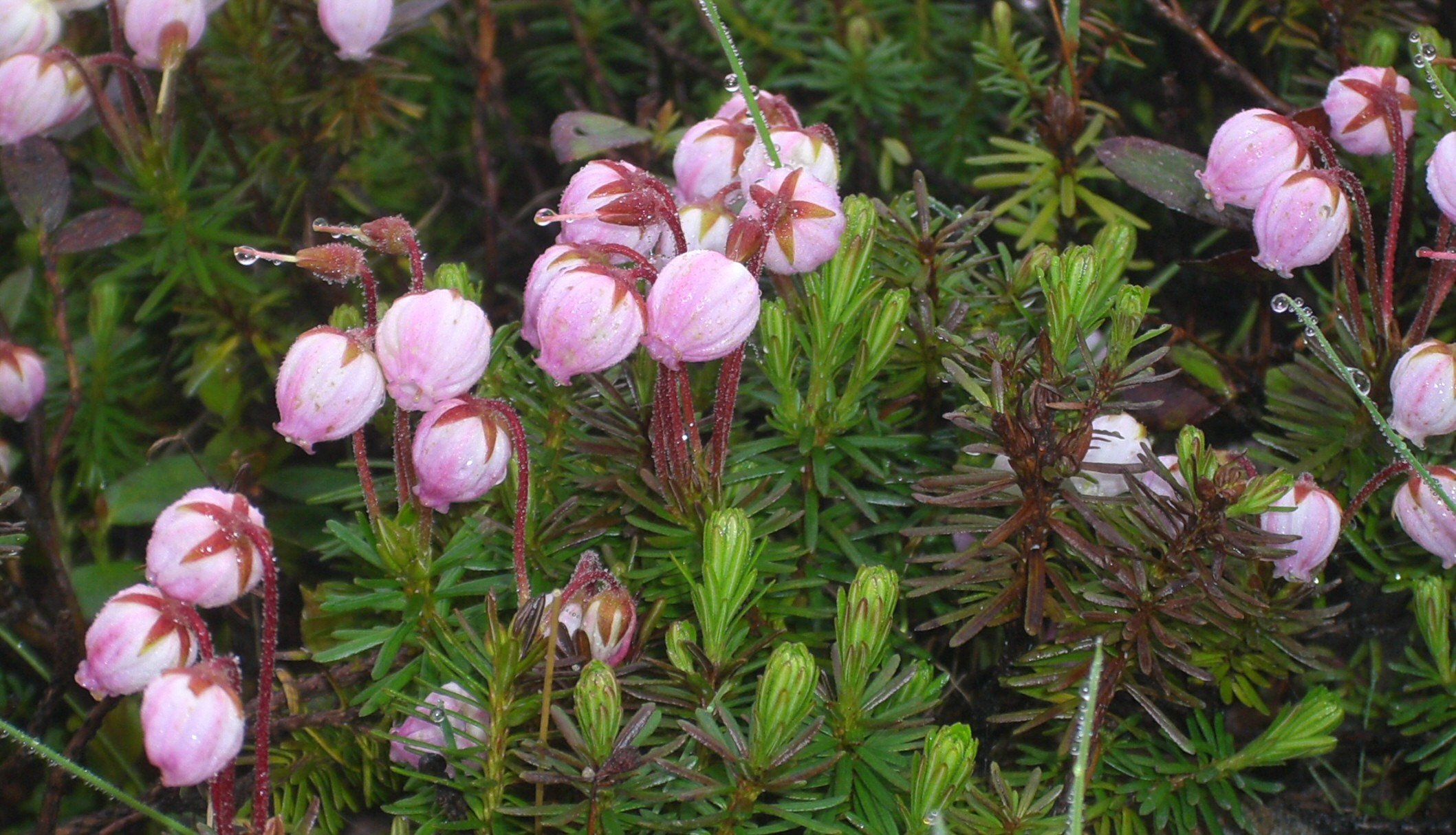
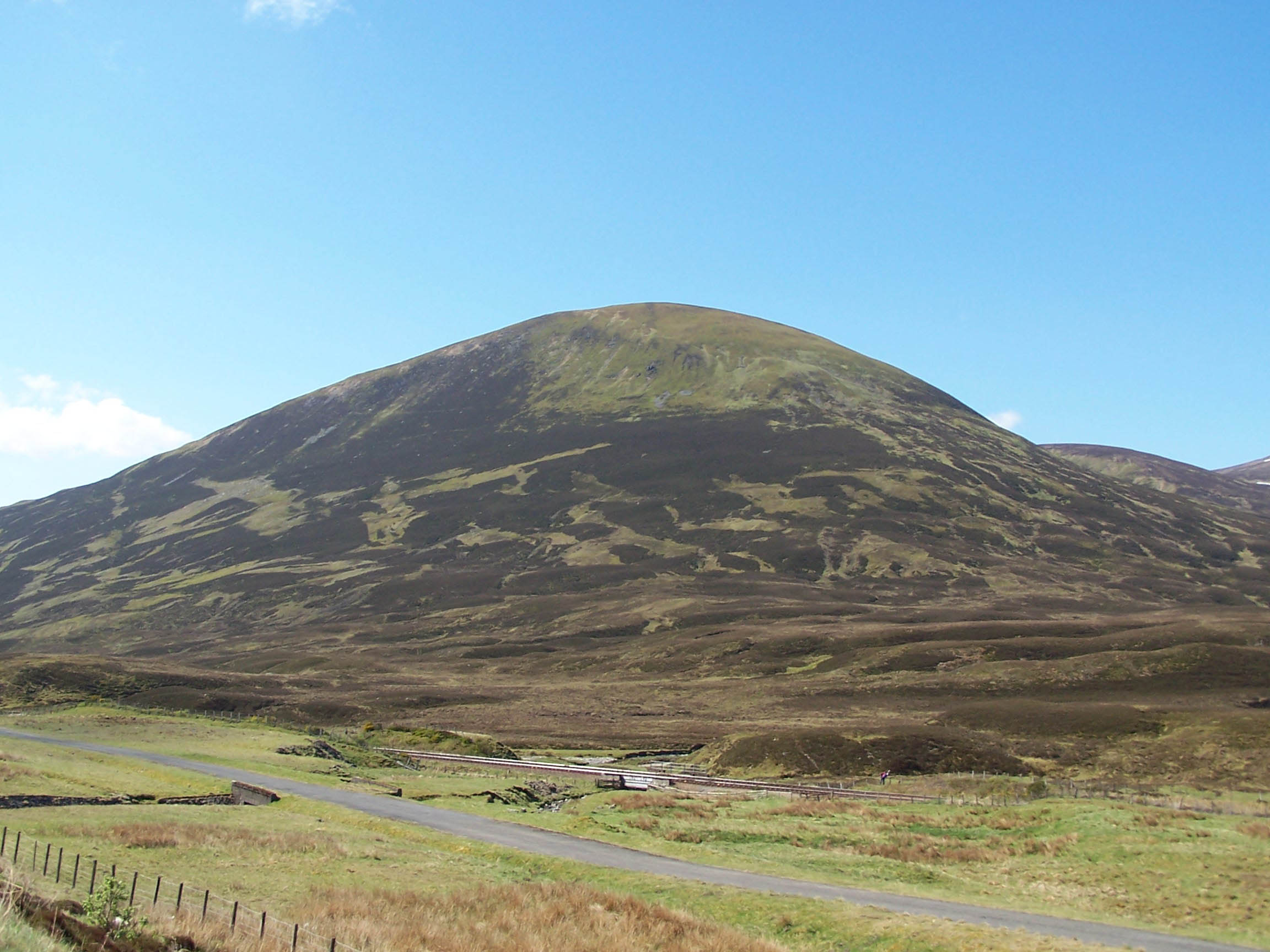
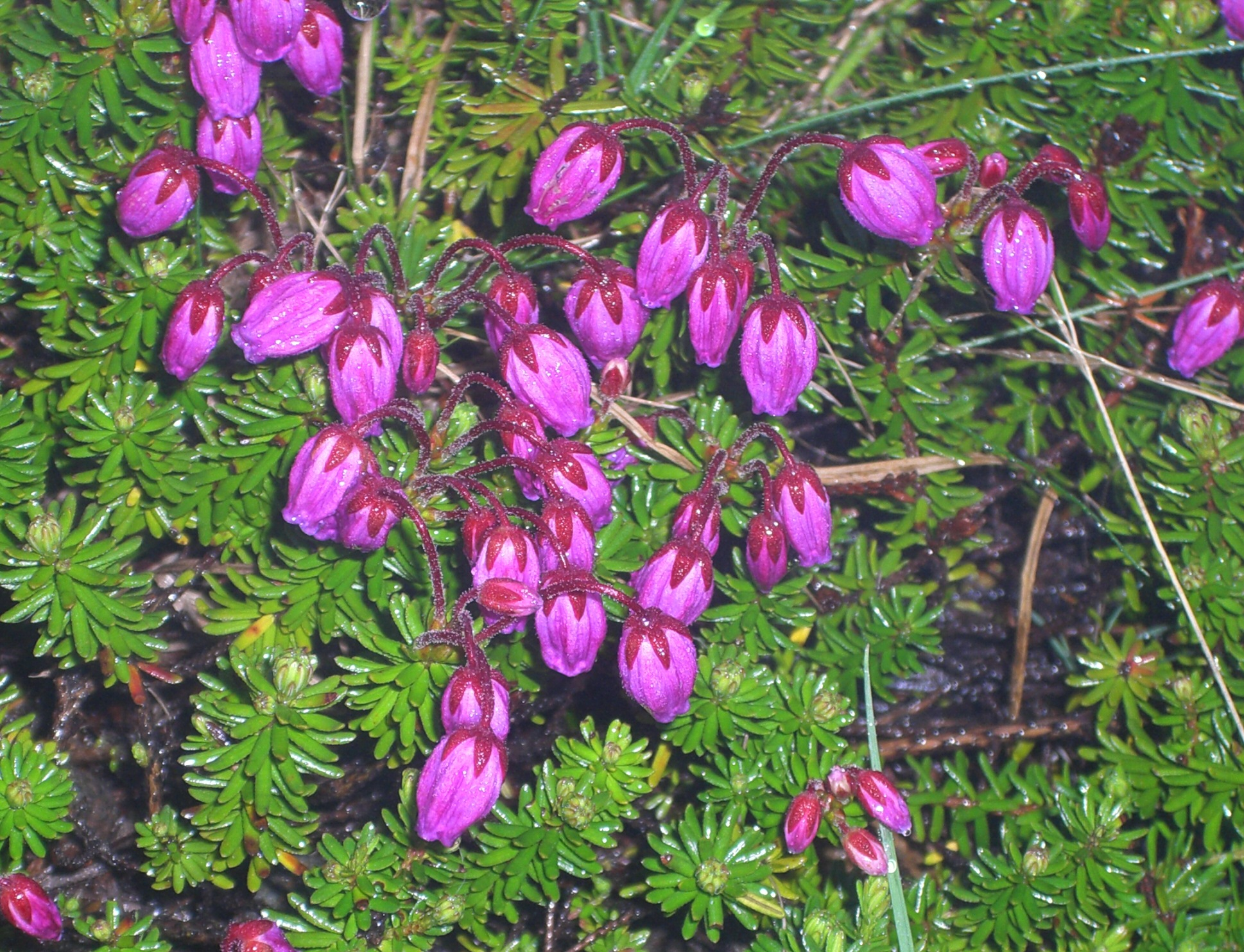
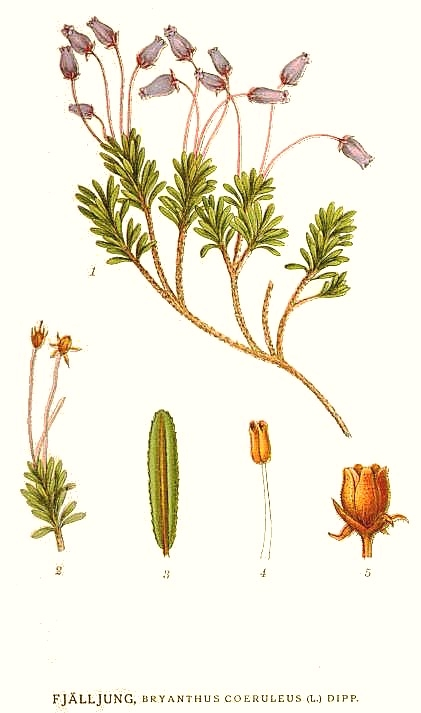